# Зайков, Пётр Мефодьевич
Пётр Мефодьевич Зайко́в (фин. Pekka Zaikov; род. 16 октября 1946, Кестеньга, Лоухский район) — советский, российский, ныне финский учёный-филолог, Заслуженный деятель науки Республики Карелия (1995), Почётный работник высшего профессионального образования Российской Федерации (2006).

## Биография
Окончил отделение финского языка историко-филологического факультета Петрозаводского государственного университета в 1973 году.
В 1975—1978 годах — аспирант Института языка, литературы и истории Карельского научного центра РАН. В 1980 году защитил кандидатскую диссертацию «Бабинский диалект саамского языка» в Тартуском университете.
В 1996 году защитил в Марийском университете докторскую диссертация «Глагол в карельском языке».
В 1997—2011 годах — заведующий кафедрой карельского и вепсского языков филологического факультета Петрозаводского государственного университета.
В 1990—1999 и 2002—2009 годах возглавлял общественную организацию «Союз карельского народа».
С 2006 года — почётный член финского «Общества Калевалы», почётный доктор философии Университета Оулу (Финляндия).
В 2009—2014 годах профессор Университета Йоэнсуу (Финляндия). Проживает в Финляндии.

## Научные труды
Автор более 110 научных публикаций. В том числе:
Монографии
- Бабинский диалект саамского языка. — Петрозаводск, 1987
- Глагол в карельском языке. — Петрозаводск: Издательство Петрозаводского государственного университета, 2000. — 294 с.

Учебники и учебные пособия, словари
- Диалектология карельского языка. Karjalan kielen murreoppia. — Petroskoi. 1987.
- Карельский язык. (I. Фонетика и морфология). Karjalan kielen kielioppie. (I. äänne- ta muoto-oppie). — Petroskoi, 1992.
- Букварь для северно-карельских школ. Vienan aapini. — Petroskoi, 1992.
- Карельский язык. (II. Морфология). Karjalan kielen kielioppie. (II). — Petroskoi, 1993.
- Книга для чтения для северно-карельских школ. Kaunista karjalua (2). — Petroskoi, 1993. — 117 с.
- Книга для чтения на северно-карельском диалекте. — Petroskoi, 1995. — 167 с.
- Грамматика карельского языка. — Петрозаводск: Периодика, 1999. 120 с.
- Карельско-русский словарь. / П. М. Зайков, Л. И. Ругоева. — Петрозаводск: Периодика, 1999. — 224 с.
- Сборник упражнений по карельскому языку. Глагол. Инфинитивы. Причастия. Неизменяемые части речи. / П. М. Зайков, Л. И. Ругоева, О. Э. Горшкова. Harjotuksie vienenankarjalaksi. — Петрозаводск, 2000. — 232 с.
- Karjalan kielioppi 5-9. / P. Zaikov. — Petroskoi, 2002. — 208 с.
- Talo eläy tavallah / П. М. Зайков., М. А. Тарасюк. Сборник текстов для разговорных занятий по карельскому языку (Собственно-карельское наречие). — Петрозаводск: Издательство ПетрГУ, 2008. — 188 с.
- Vienankarjalan kielioppi. — HakapainoOy. Helsinki, 2013. 284 s.